# 尤里亞區

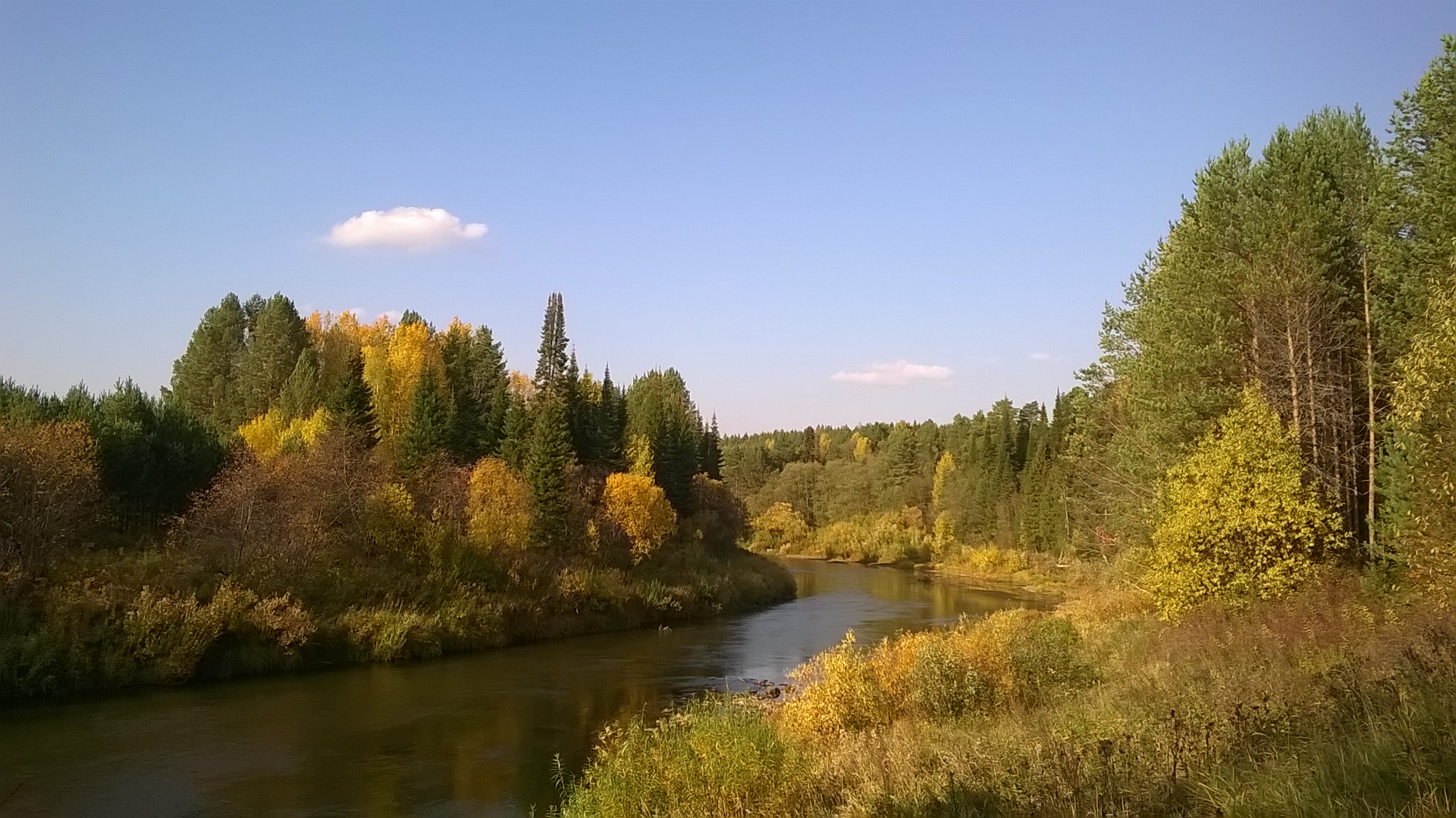

59°02′N 49°17′E / 59.033°N 49.283°E
尤里亞區（俄语：Юрьянский район），是俄羅斯的一個區，位於該國西部，由基洛夫州負責管轄，面積3,031平方公里，2010年該區人口20,128，人口密度每平方公里6.64人。